# うらじゃ
うらじゃとは、岡山県岡山市にて行われている夏祭り、および同祭で行われる音頭、それに使用される楽曲である。岡山県に古くから伝わる鬼神「温羅（うら）」の伝説を元にしたものであり、名称もそれに由来する。全国的には発祥時期に開催ムーブメントとなっていたYOSAKOIの一種として扱われるが、これに分類される他の祭りと比して、異なる点も多い。
現在では、「おかやま桃太郎まつり」のメインイベントとして、8月の第4日曜日とその前日の土曜日に岡山市中心市街地で開催されている。踊りに参加する人が全員、顔に化粧を施すのが特徴である。

## 概要
1994年秋に岡山青年会議所を中心に始まる。2001年より岡山市の「おかやま桃太郎まつり」の一環として夏開催となる。
その後、毎年8月の第一の日曜日とその前日の土曜日に岡山市中心部での開催が定着し、現在に至っている。
「踊り」と「化粧」を軸として開催されるこの祭りは、市民自らが中心となりそのほとんどをボランティアスタッフが運営する岡山の地域・文化・歴史に根ざしたストーリー性のある市民参加型の祭りとして、年々その規模を拡大し、市内・県内だけではなく県外からも毎年多くの踊り子が参加する祭りとして岡山のまちに定着している。
うらじゃの表現として“うらじゃ踊り”という表現をされることがあるが、“うらじゃ踊り”という踊りは存在しない。また同じように“うらじゃ祭り”と表現されることも多いが“うらじゃ祭り”という祭りも存在しない。「おかやま桃太郎まつり」という祭りの中の一つとして“うらじゃ”がある。
2024年度実績（岡山市発表）
・登録踊り連77連（約3,200人）
・観客動員約35万人
2023年度実績（岡山市発表）
・登録踊り連69連（約2,800人）
・観客動員約32万人
2022年度実績（岡山市発表）
・登録踊り連52連（約2,500人）
・観客動員約30万人

2009年度実績（岡山市発表）
- 登録踊り連138連（約6,215人）
- ボランティア約760名（内学生 250）
- 観客動員約50万人

## 目的
“うらじゃ”をきっかけに「郷土の歴史や文化に興味を持つ」ということから「知らなかった歴史や文化を調べ・知る」といった行動を導き、「郷土を誇りに思う心」や「まちを大切にする心」や「人と人との繋がりを大切にする心」を育む活動に繋げ「まちのために行動を起こせる人」の育成を目指している。

## 規則
以下の条項などが参加ルールとなっている。
- 「温羅化粧（うらげしょう）」と言われる独特なメイクをしている事[2]。

- 楽曲も「うらじゃ（原曲）」か「オリジナル曲」（ただし曲中に必ず「うらじゃ（原曲）」のメロディ（旋律）が連続して30秒程度以上含む必要がある）。

- そのほかのルールとして「岡山の街・人・環境を大切にする事」「参加人数は10名から100名まで（ただし市役所筋パレード・表町パレードの参加には15名以上が必要）」「演舞時間は口上を含め5分以内」「チームには専属のチームマネージャーが3名以上必要」「公序良俗に反することなくマナーを守る」など。

## コンテンツ
1994年の創設時、踊り子・観客・裏方が一緒になって踊る「総おどり」から始まった“うらじゃ”は、今では市内中心部にそれぞれの特色を出し設けられる「演舞場」や、商店街・市役所筋といった公道を練り歩き群舞する「パレード」、顔や腕などに思い思いの化粧を施す「温羅化粧」など多くのコンテンツを持つ。

## 使用される楽曲
楽曲の製作者および振付師は、全員、地元在住の有志。楽曲が収録されたCDは、うらじゃの祭り会場や同振興会事務局で発売されている。
うらじゃ
この祭りのラスト「総おどり」にも使われるメインテーマ曲。
「うらじゃ原曲部門」では、この曲にあわせて創作した舞踊を競い合うコンテストが見せ場でもある。
作詞は永末研。作曲は赤木守。公式振り付けは星野和子。
（現在一般的に踊られている振りは、祭り初期の頃の参加踊り連で踊られたもの）
一部スーパーではこの曲の別編曲替え歌が鰆の岡山の食文化PRソングSAWARAJAとして使用されている。なお、このSAWARAJAは岡山市観光協会（現在の岡山市観光コンベンション協会）が発行したもので編曲・作詞は住宅正人（ちくわ笛奏者として知られる）が行った。
うらじゃ音頭
この祭りのラストに全踊り連参加によって締めくくられる舞踊「総おどり」に使われる曲の一つ。
作曲は平松久、振付は中川雅子（現岡山県議会議員）。作詞者は＊MIZ＊。
結～YUI～
この祭りのラストに全踊り連参加によって締めくくられる舞踊「総おどり」に使われる曲の一つ。
作詞は安井優子。作曲は安井明子。

## 表彰
うらじゃでは、以前までは[市役所筋]を会場とした地方車パレードにて原曲部門・オリジナル曲部門に分けられて本審査（これ以外にも各演舞場等で独自の審査が行われている）が行われていたが、2013年（第20回）以降は、演舞内容だけではなく、マナー・モラル等も含めた総合審査という形に変更されている。審査での賞の種類は、各部門で上位より「誉（ほまれ）」「匠（たくみ）」の2種に区分、さらに年によっては特別賞などの授賞実績がある（2015年度 現在）。
- 誉（ほまれ） - 各部門2連ずつ
- 匠（たくみ） - 各部門3連ずつ
- 審査員特別賞 - その年によって設定が異なる（現在は設定はない）。